# 中国医药
中国医药健康产业股份有限公司（英語：China Meheco Group Co., Ltd.，MEHECO，上交所：600056），简称中国医药，是中华人民共和国的医药产业集团，为中国通用技术集团的控股子公司。

## 历史
中国医药成立于1984年，当时的名称为“中国医药保健品进出口总公司”，统一管理中国大陆医药保健品外经贸行业，并相继在各省市成立了40多家分公司，在美国、日本、香港等国家和地区设立了10余家海外企业。1999年成为中国通用技术集团旗下企业。
2004年，公司改名为中国医药保健品有限公司，此后公司收购了广州大光医药有限公司、新疆天山制药工业有限公司和美康九州医药有限公司股权。2013年先后收购天方药业、科益药业的股权，整体托管通用技术集团医药控股有限公司。
2007年12月28日，由中国技术进出口总公司发起成立的中技贸易股份有限公司更名为中国医药保健品股份有限公司，自此中国医药拥有上市地位。
2022年12月14日，中国医药发布公告，公司与辉瑞签订协议，负责奈瑪特韋/利托那韋（商品名：帕罗韦德）在中国大陆市场的进口和经销，协议期限至2023年11月30日止。
2023年1月18日，通用技术中国医药总部由东城区光明中街18号迁至北京丽泽金融商务区西营街1号院通用时代中心。

## 主要子公司
根据2021年年报，中国医药主要控（参）股子公司如下：
- 中国医药保健品有限公司
- 海南通用三洋药业有限公司
- 北京美康百泰医药科技有限公司
- 美康九州医药有限公司
- 新疆天山制药工业有限公司
- 河南天方药业股份有限公司
- 武汉鑫益投资有限公司
- 北京美康兴业生物技术有限公司
- 新疆天方恒德医药有限公司
- 江西南华（通用）医药有限公司
- 中国医药黑龙江有限公司
- 海南通用康力制药有限公司
- 中国医疗器械技术服务有限公司
- 沈阳铸盈药业有限公司
- 北京长城制药有限公司
- 河北通用医药有限公司
- 美康医疗器械敷料有限公司
- 美康中药材有限公司
- 重庆医药健康产业有限公司

## 业务
中国医药为一家综合性的医药产业集团，产业形态涉及种植加工、研发、生产、销售、物流、进出口贸易、学术推广、技术服务等全产业链条。旗下的医药工业板块产品覆盖盖化学制剂、化学原料药、生物制品、中成药、中药饮片等医药细分行业；医药商业板块已形成以北京、广东、江西、河南、河北、湖北、新疆、黑龙江、辽宁为重点的覆盖全国的配送、推广、分销一体化营销网络体系，并在北京、广东、河南等地建有大型医药物流中心；国际贸易板块经营产品涵盖化学原料药及制剂、生物制品、医疗器械、诊断试剂、敷料耗材、中药材、健康食品等。